# Конти, Торквато
Торквато Конти, герцог Поли, герцог  Гуаданьоло (итал. Torquato Conti; 1591 — июнь 1636, Феррара) — итальянский кондотьер, папский генерал и имперский (австрийский) фельдмаршал (1629),, активный участник Тридцатилетней войны, не раз сражавшийся совместно и под началом выдающихся полководцев Валленштейна, Тилли и Бюкуа. 

## Биография
Родился в 1591 году. Выходец из аристократической семьи Конти. Первенец Лотарио Конти, герцога Поли и Кларисы Орсини. Старший брат военачальника Инноченцио Конти и кардинала Джанниколо Конти. Отец прочил сыну карьеру священнослужителя и отдал в обучение к кардиналу Одоардо Фарнезе. Однако, сын бросил обучение и поступил на испанскую военную службу. Командуя испанской пехотной ротой, он сражался против войск Карла-Эммануила Савойского в Италии в 1616 и 1617 годах. Затем он перебрался в Германию, где стал подполковником и командиром полка и в этом качестве принял участие в Белогорской битве и взятии города Пильзен (1620). 
В 1621 году он сражался в Венгрии против повстанцев Габора Бетлена под командованием графа Бюкуа. При попытке отбить тело графа он попал в плен, из которого был освобожден через несколько месяцев, после чего был назначен комендантом Ольмюца и защищал город от посягательств Бетлена. В 1622 году принимал участие в осаде и взятии Глатца и битве при Вимпфене, за что был произведён в полковники и пожалован в камергеры.
После этого Конти поступил на службу к папе Урбану VIII, чтобы принять участие в Вальтеллинской войне. Папа даровал ему титул герцога Гуаданьоло и произвёл в генералы. Несколько лет спустя Конти вернулся в Германию, где его чин был признан императором. В 1626 году он участвовал в сражении при Дессау против войск графа Петера Эрнста II фон Мансфельда. Служил под началом Валленштейна, в частности, осадил и захватил Кремпе (1627). В отсутствие Валленштейна был главнокомандующим имперскими войсками в Голштинии. После заключения Любекского мира с Данией (1629), Конти был произведён в фельдмаршалы и назначен имперским главнокомандующим в Померании. Он занял переправы через Одер и пытался помешать высадке шведских войск короля Густава Адольфа, но не смог сделать этого и вынужден был отступить. Попытка Конти оказать помощь осаждённому шведами Кольбергу, была сорвана шведским фельдмаршалом Густавом Горном.
Уже тяжело больной, фельдмаршал Конти сдал командование генералу (позднее тоже фельдмаршалу) Ганнибалу фон Шауэнбургу и отправился в Вену, где официально вышел в отставку. Затем он отправился на родину — в Италию. 
Фельдмаршал Конти был женат, но не имел детей. 
Скончался Конти в 1636 году в Ферраре.